# Sinocymbachus
Sinocymbachus es un género de coleóptero de la familia Endomychidae.

## Especies
Las especies de este género:
- Sinocymbachus angustefasciatus (Pic, 1940)
- Sinocymbachus bimaculatus (Pic, 1927)
- Sinocymbachus decorus Strohecker & Chûjô, 1970
- Sinocymbachus excisipes (Strohecker, 1943)
- Sinocymbachus humerosus (Mader, 1938)
- Sinocymbachus luteomaculatus (Pic, 1921)
- Sinocymbachus parvimaculatus (Mader, 1938)
- Sinocymbachus politus Strohecker & Chûjô, 1970
- Sinocymbachus quadrimaculatus Pic, 1927
- Sinocymbachus quadriundulatus (Chûjô, 1938)